# Тамбовский государственный технический университет
Тамбовский государственный технический университет (ТГТУ) — высшее учебное заведение Тамбовской области по подготовке специалистов в различных отраслях техники и технологий: в сфере машиностроения, химических технологий, промышленной экологии, пищевых и биотехнологий, техносферной безопасности, энергетики, приборостроения, радиоэлектроники, информационных технологий и искусственного интеллекта, архитектуры, строительства, транспорта, агропромышленного комплекса, а также профильной экономики и прикладной юриспруденции в этих сферах. Расположен в городе Тамбове.
Основан в 1958 году как Тамбовский филиал Московского института химического машиностроения (МИХМа) в связи с потребностью региона в квалифицированных специалистах с высшим инженерным образованием, с 1965 года — Тамбовский институт химического машиностроения (ТИХМ), с 1993 года — Тамбовский государственный технический университет (ТГТУ).

## Описание

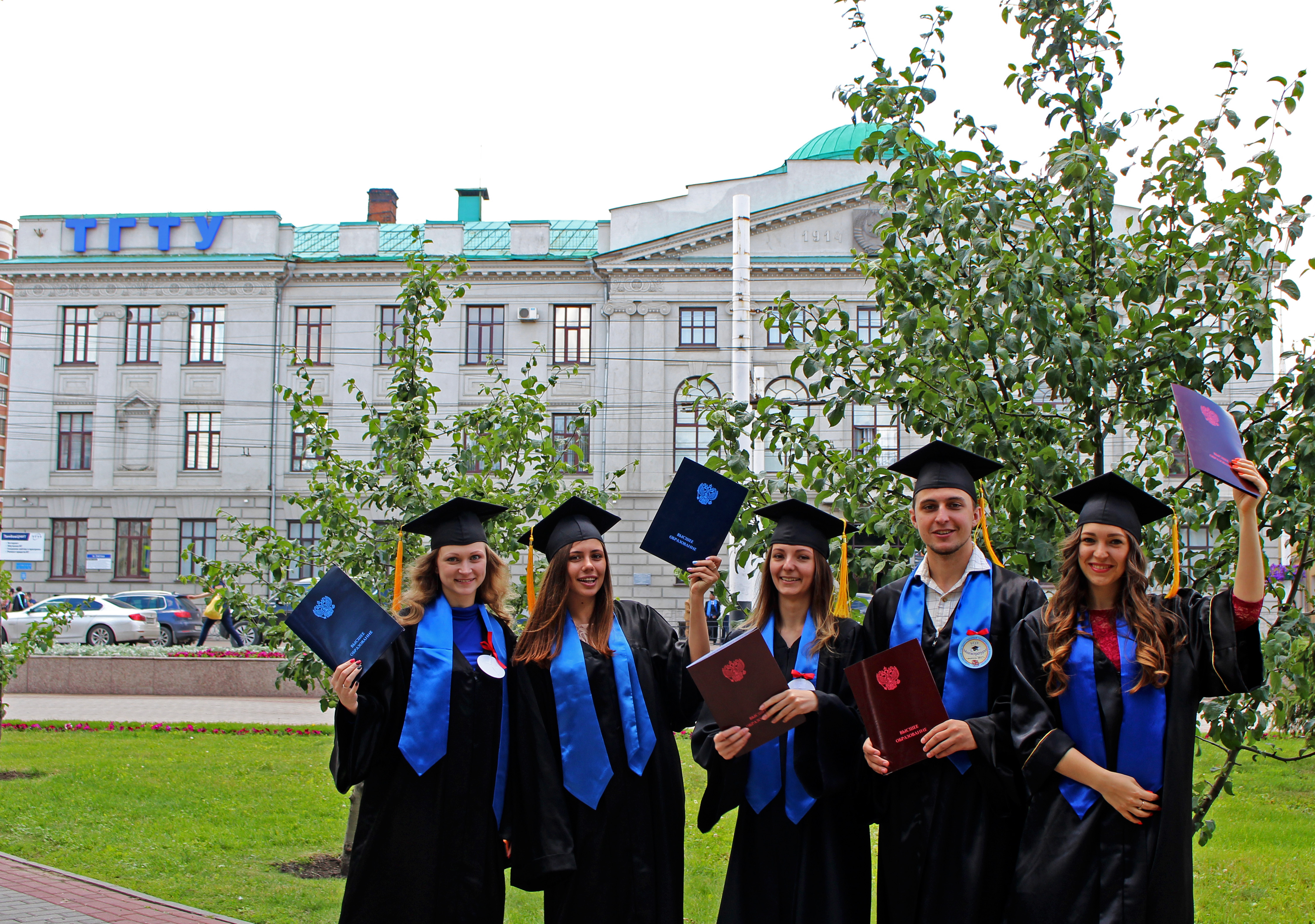
Выпусники магистратуры на фоне главного корпуса ТГТУ

Тамбовский государственный технический университет (ТГТУ) действует на территории Тамбовской области с 1958 года: сначала как филиал Московского института химического машиностроения, затем, в связи с интенсивным развитием в стране и регионе химической промышленности и химического машиностроения, как самостоятельный вуз (с 1965 года – Тамбовский институт химического машиностроения, с 1993 года – Тамбовский государственный технический университет).
С 2017 года ТГТУ входит в сотню лучших вузов России по версии ежегодного Национального рейтинга университетов исследовательской группы «Интерфакс» и является единственным вузом региона, входящим в сотню лучших в данном рейтинге (по данным на 2022 г.). В 2022 году вуз занял в этом рейтинге 65 место.
ТГТУ входит в состав научно-образовательного центра мирового уровня «Инженерия будущего».
Согласно данным мониторинга Министерства науки и высшего образования Российской Федерации за 2022 год, в ТГТУ обучается свыше 7000 студентов по программам высшего образования (по данным на 2022 г.). Учебный процесс обеспечивают около 400 докторов и кандидатов наук. В университете реализована непрерывная система подготовки кадров, включающая профильное среднее общее образование (2 профиля, 10–11 классы); подготовку специалистов среднего звена (9 специальностей); бакалавриат (38 направлений, 47 профилей), специалитет (6 специальностей, 10 специализаций) и магистратуру (39 направлений, 56 магистерских программ); подготовку научно-педагогических кадров в аспирантуре (21 направление, 36 профилей). В университете работает 4 совета по защите докторских и кандидатских диссертаций. Также ТГТУ участвует в работе трёх объединённых диссертационных советов.
Ректор – Михаил Николаевич Краснянский, доктор технических наук, профессор Российской академии наук, Член-корреспондент Российской академии естественных наук, Почетный работник высшего профессионального образования Российской Федерации.

## История
Создание филиала МИХМа

Федор Семенович Полянский

Тамбовский государственный технический университет (ТГТУ) образован в 1958 году как филиал Московского института химического машиностроения в связи с интенсивным развитием в нашей стране химической промышленности и предприятий химического машиностроения. Его возглавил Федор Семенович Полянский.
Открытие в 1958 году Тамбовского филиала Московского института химического машиностроения было важным шагом в решении задач обеспечения народного хозяйства страны кадрами в области создания, эксплуатации и ремонта химической техники.
В 1959 году в Тамбовском филиале МИХМа был проведен первый набор студентов. На первый курс были зачислены 125 человек на вечернее отделение и 61 – на заочное.
Наличие научных кадров высокой квалификации позволило развернуть в институте выполнение научно-исследовательских работ по заказам промышленных предприятий на хоздоговорной основе. Для руководства этой работой в 1963 году в филиале МИХМа был создан отдел научно-исследовательских работ.
Преобразование в самостоятельный вуз
В 1965 году филиал приобрел статус самостоятельного вуза и был преобразован в Тамбовский институт химического машиностроения (ТИХМ). Первым ректором ТИХМа был д.т.н., профессор Валентин Викторович Власов. В этом же году состоялся первый выпуск дипломированных инженеров, многие из которых впоследствии стали крупными специалистами отечественного химического машиностроения и промышленности.

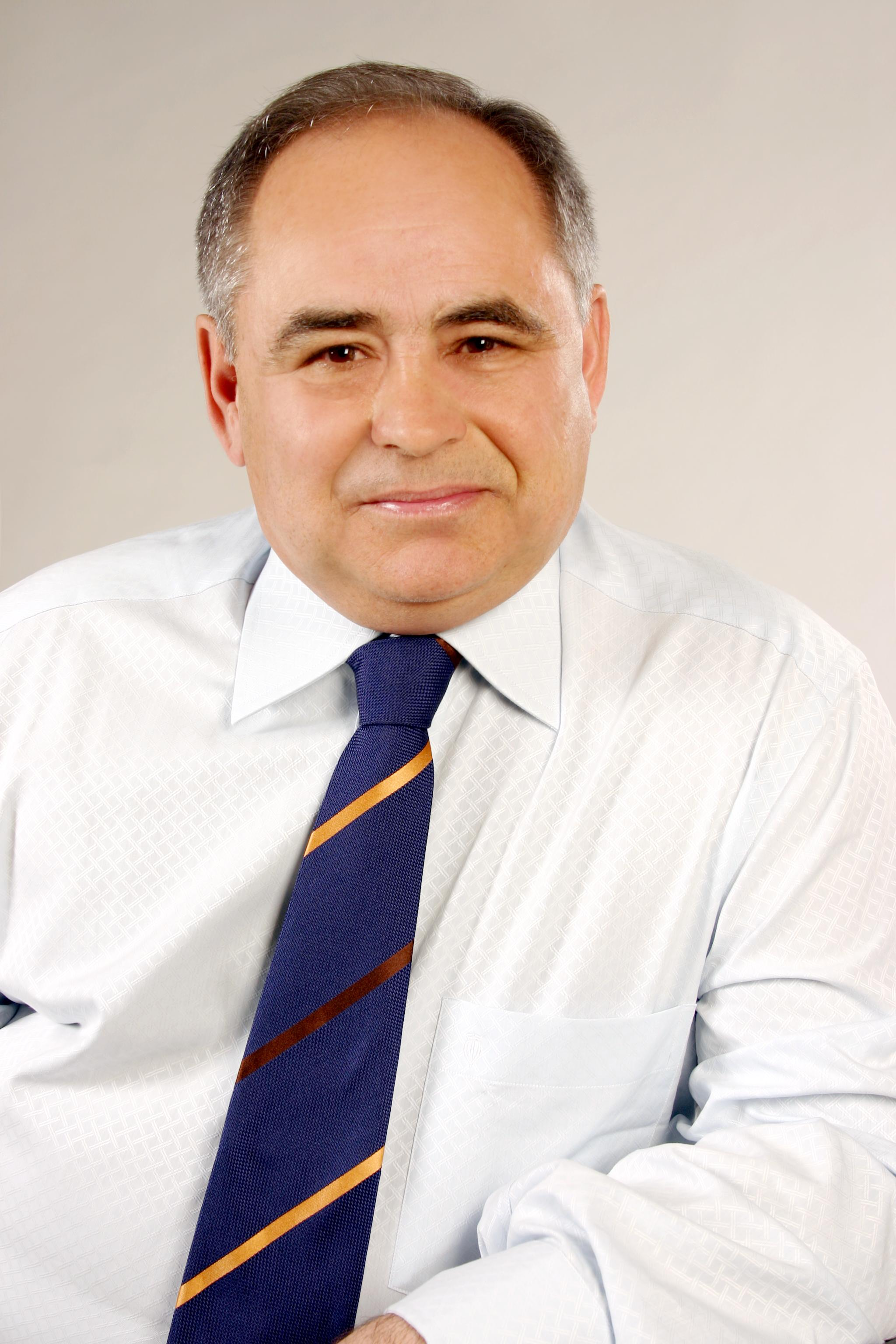
Сергей Владимирович Мищенко

С 1976 по 1985 годы руководство институтом было поручено д.т.н., профессору Георгию Александровичу Минаеву.
В 1980 г. в соответствии с решением коллегии Министерства высшего и среднего специального образования СССР в ТИХМе открывается аспирантура. Первый выпуск аспирантов состоялся в 1983 г.
С 1985 по 2012 год ректором института, а затем университета являлся д.т.н., профессор, Заслуженный деятель науки и техники РФ, лауреат премии правительства РФ в области образования Сергей Владимирович Мищенко.
С 1991 г. в ТИХМ поступают первые иностранные граждане более чем из 20 стран Азии и Африки.
Статус университета
Созданный за последующие годы современный учебно-методический, научно-исследовательский, материально-технический комплекс и сложившиеся научные школы позволили Тамбовскому институту химического машиностроения в 1993 году получить статус государственного технического университета.
С 2004 г. ТГТУ является системообразующим вузом Ассоциации "Объединенный университет им. В.И. Вернадского", включающей Тамбовский государственный технический университет, Мичуринский государственный аграрный университет, Воронежскую государственную технологическую академию, Всероссийский научно-исследовательский институт использования техники и нефтепродуктов в сельском хозяйстве Российской академии сельскохозяйственных наук, Вятский государственный университет, Российский государственный аграрный заочный университет, Тамбовский аграрный колледж, Уваровский химический колледж.
С 30 октября 2012 года по июль 2014 года обязанности ректора ФГБОУ ВПО "ТГТУ" исполнял д.т.н., профессор, Заслуженный деятель науки Российской Федерации, Почетный работник высшего профессионального образования России Станислав Иванович Дворецкий.
С 10 июля 2014 года д.т.н., профессор Михаил Николаевич Краснянский назначен и.о. ректора университета. Утвержден в должности ректора университета приказом Минобрнауки России от 13 июля 2015 года № 12-07-03/91 на период с 16.07.2015 по 15.07.2020. В 2020 году переизбран, утвержден в должности ректора университета приказом Минобрнауки России от 23 сентября 2020 года № 20-02-02/20 на срок по 24.09.2025.

## Структура

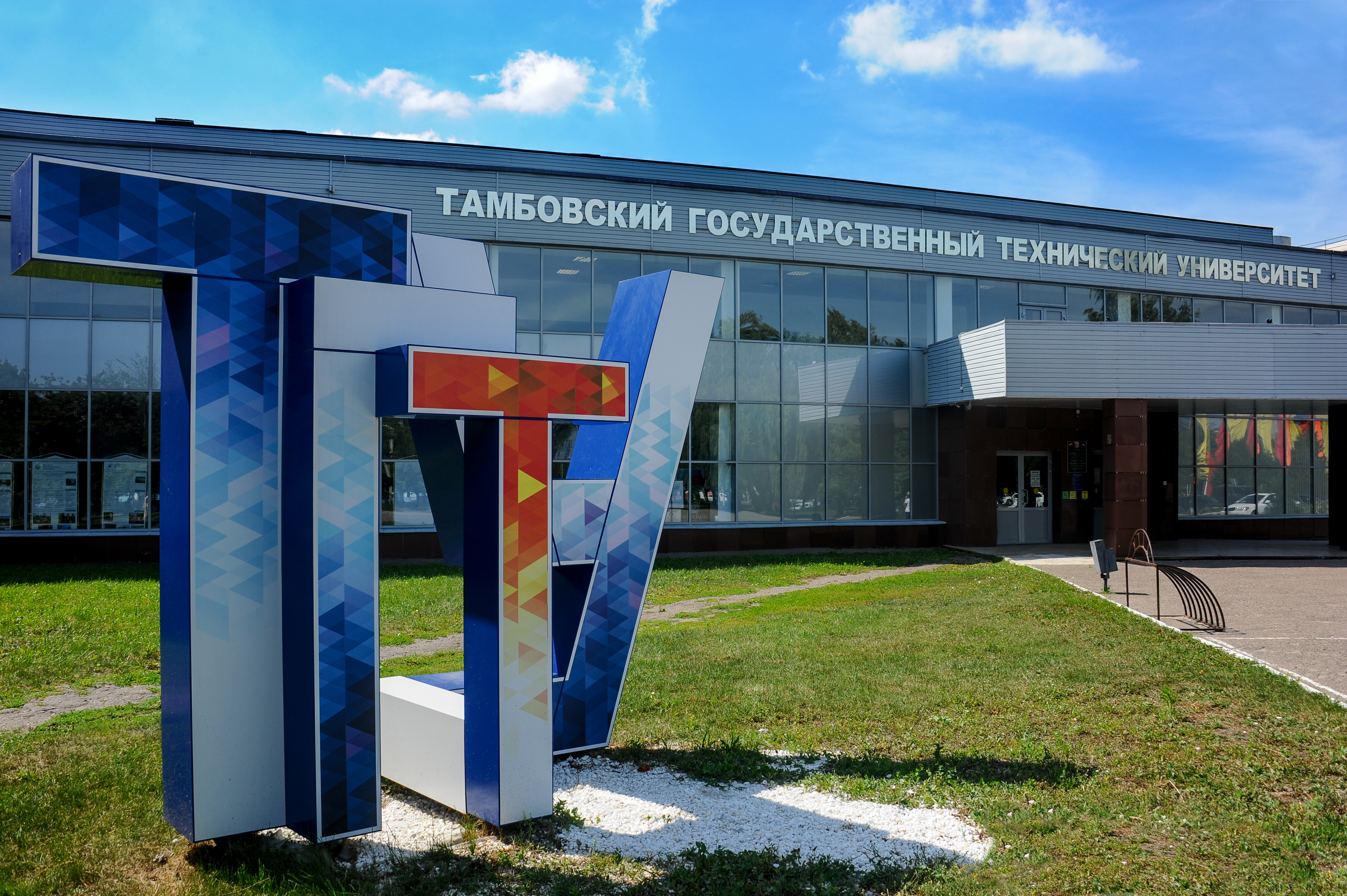
Здание корпуса А ТГТУ на ул.Мичуринской, 112

- 8 образовательно-научных институтов[7] (Технологический институт; Институт энергетики, приборостроения и радиоэлектроники; Институт автоматики и информационных технологий; Институт архитектуры, строительства и транспорта; Институт экономики и качества жизни; Юридический институт; Институт заочного обучения; Институт дополнительного профессионального образования);
- 3 факультета[7] (Естественнонаучный и гуманитарный факультет; Факультет международного образования; Управление подготовки и аттестации кадров высшей квалификации - на правах факультета);
- Многопрофильный колледж[8];
- Политехнический лицей для одаренных детей[9];
- 10 профильных интегрированных научно-образовательных центров, созданных совместно с институтами РАН[10];
- Студенческий технопарк «Вернадский»[11];
- 5 Центров коллективного пользования уникальным оборудованием[12];
- Инжиниринговый центр «Новые материалы и технологии гражданского и двойного назначения»[13];
- 12 малых инновационных предприятий, организованных с участием университета[14];
- 7 советов по защите кандидатских и докторских диссертаций[15].

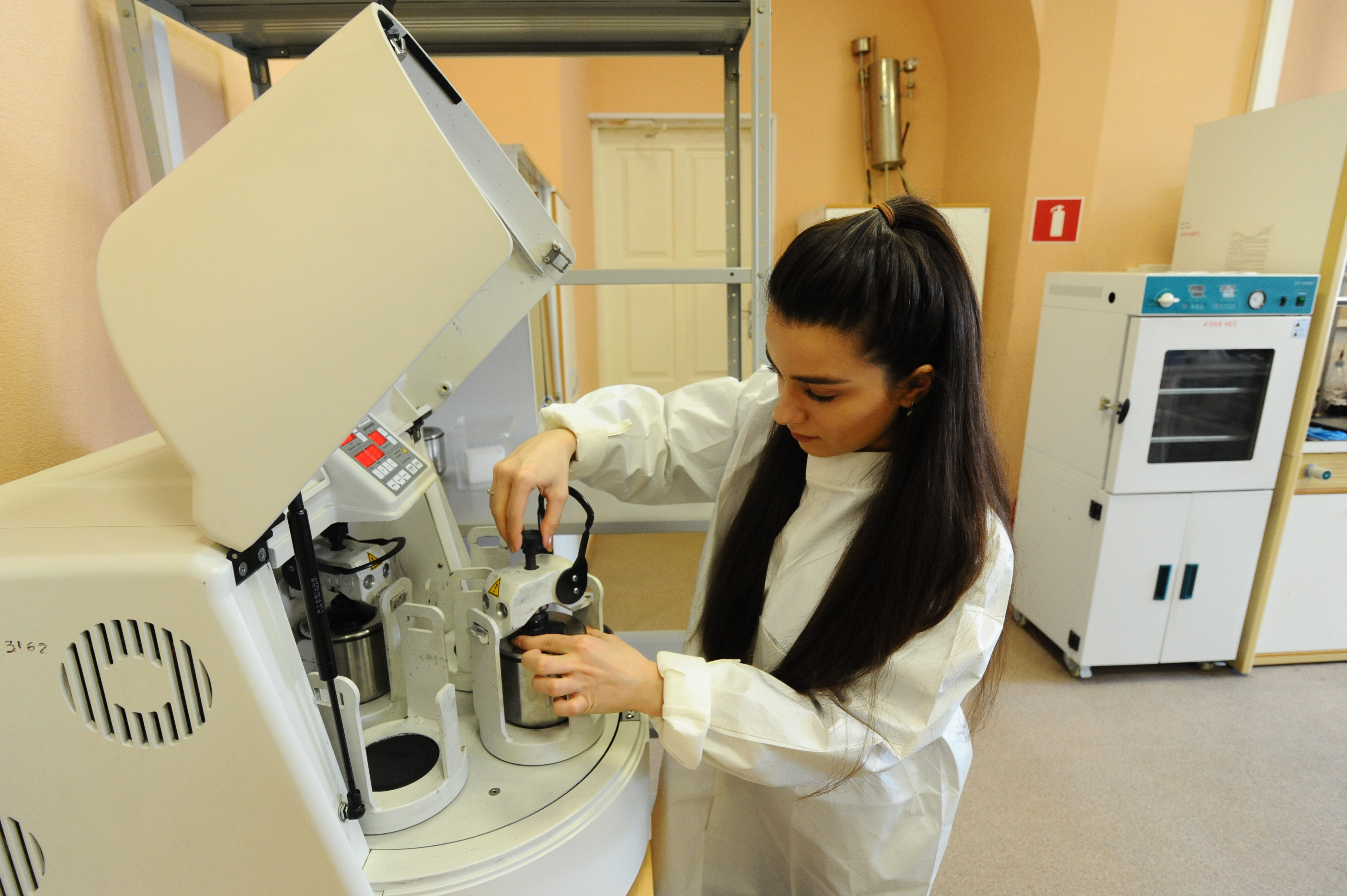
Лаборатория Центра коллективного пользования "Получение и применение полифункциональных наноматериалов"

## Издательская деятельность
Издаётся ряд рецензируемых научных журналов:
- Вестник Тамбовского государственного технического университета - четыpехъязычный научно-теоpетический и пpикладной жуpнал шиpокого пpофиля, входит в Перечень рецензируемых научных журналов ВАК.
- Журнал "Вопросы современной науки и практики. Университет им. В. И. Вернадского", входит в Перечень рецензируемых научных журналов ВАК.
- Journal of Advanced materials and technologies - научно-теоретический англоязычный журнал, входит в Перечень рецензируемых научных журналов ВАК.
- Журнал "Право: история и современность», входит в Перечень рецензируемых научных журналов ВАК.